# Arsen Melikyan
Arsen Melikyan (in armeno Արսեն Մելիքյան?; Erevan, 17 maggio 1976) è un ex sollevatore armeno.

## Palmarès
Olimpiadi
- 1 medaglia:
  - 1 bronzo (Sydney 2000 nei 77 kg)

Europei
- 1 medaglia:
  - 1 bronzo (Sofia 2005 negli 85 kg)